# FMバラエティ
FMバラエティ（エフエムバラエティ）は、かつてFM愛知などで放送されていた日本のラジオ番組。

## 概要
FM愛知をキー局とした青木小夜子がパーソナリティを務めたコンテンツ（開局記念番組）。最初の挨拶は、「こんばんは、こんばんは、こんばんは、もうひとつおまけに、こんばんは」（エフエム群馬、FM静岡は、こんにちは）だった。
オープニング、エンディングの曲はジョルジオ・モローデル「Doo-Bee-Doo-Bee-Doo」(ドゥビドゥビドゥビドゥン、パパーヤパパーヤパパーヤ）。番組は「ちょっと前の歌謡曲」、「大平透の歌謡大作戦」、「小夜子の部屋」（内容は「詩人でない詩人の詩」、「10円の旅（月曜）」など曜日変わり）などのコーナーがあった。
番組制作はFM愛知ではなく、日本コロムビアの関連企業、コロムビアミュージックプロダクション（現・コロムビアソングス株式会社）が担当。テープネットという形をとった。そのため、はがきなどの郵送によるリクエストなどは、早くて2〜3週後の放送で読まれることとなる。
1980年代に入り民放FM局が相次いで開局してネット局は増えていくが、制作会社の都合により1991年（平成3年）3月末をもって大半の局ではネット終了。同年4月からはFM静岡（K-MIX）およびFM中九州（現FM熊本）のみとなる。数年後に番組終了。
FM愛知ではネット終了後の1989年（平成元年）4月から当番組の1コーナー「小夜子の部屋」を「小夜子発to You」として名古屋で制作して放送したことがある。
ネット局の放送時間が日中の局と夕方の局に分かれる関係上、青木の番組冒頭のフレーズが「こんにちは、こんにちは、もうひとつおまけにこんにちは」の局と「こんばんは、こんばんは、もうひとつおまけにこんばんは」に分かれていたが、FM中九州のネットが終了する1991年9月末までの半年間はセリフが英語に変わった。放送開始時間がFM静岡は午後4時から、FM中九州（熊本）は夜7時からということがその理由であった。
松田聖子が、デビュー前にFM福岡で当番組を聴いていたらしく、あるインタビューで青木の名前を出していた。
１９７７年だったか中部エリアでラジオ祭りというイベントがあり公共放送以外の全ての民放が（ＦＭ・ＡＭともに）同じ中継を放送するというイベントがあり青木小夜子氏は大好きなシャンソン（２月１２日の手紙「ひとり・・・」）を生で歌った。

## 19年ぶりの復活
2009年11月23日に名古屋市中村区のミッドランドスクエアで同番組の公開生放送が行われた。FM AICHIの開局40周年及び国際児童年30周年を記念しての企画であった。

## 2015年の復活
2015年9月21日に名古屋市熱田区のイオンモール熱田専門店街1階イベントスペースにおいて同番組の公開録音が行われ、9月27日に@FM（エフエム愛知）にて放送された（提供は「イオンモール熱田」）。ゲストは岩崎良美。録音にて八神純子。なお、公開録音の前後には青木のミニコンサートがあった。

## 放送時間
- 月曜日 - 金曜日 18:30 - 19:55 （FM愛知）
- 月曜日 - 金曜日 18:30 - 19:40、毎週土曜日 19:00 - 19:55 （FM福岡）
- 月曜日 - 金曜日 16:00 - 16:55 （FM静岡、現在のK-MIX）
- 月曜日 - 金曜日 16:00 - 16:55 （FM仙台、現在のDate FM）
- 月曜日 - 金曜日 19:00 - 19:55 （FM北海道、現在のAIR-G'＜エアジー＞）1982年開局から1985年3月まで
- その他、エフエム岩手、エフエム群馬、広島エフエム放送、エフエム長崎、エフエム中九州、エフエム宮崎でも放送されていた。

## 出演者
- 青木小夜子
- 大平透（「大平透の歌謡大作戦」ゲストの歌手にインタビューするコーナー番組開始20分後から始まる10分間のコーナー。青木とは喋っていない）番組の中で古切手集めを行い、ボランティアに利用していたこともあった。

## 関連文献
- 青木小夜子『あなたの季節風 : FMバラエティ』婦人生活社、1982年1月25日。ISBN 4574700122。
- 青木小夜子『あなたの季節風 : FMバラエティ part 2』婦人生活社、1985年4月20日。ISBN 457470053X。